# Ferreiraella tsuchidai
Ferreiraella tsuchidai är en blötdjursart som beskrevs av Saito 2006. Ferreiraella tsuchidai ingår i släktet Ferreiraella och familjen Ferreiraellidae. Inga underarter finns listade i Catalogue of Life.